# Гудленд, Джефф
Джефф Гу́дленд (англ. Geoff Goodland; род. 22 декабря 1955, Портидж, Висконсин) — американский кёрлингист.
Играл в основном на позиции четвёртого. Был скипом команды.
В составе мужской сборной США участник чемпионата мира 2002 (заняли четвёртое место). В составе мужской сборной ветеранов США участник пяти чемпионатов мира среди ветеранов (серебряные призёры в 2011). Чемпион США среди мужчин, двукратный чемпион США среди смешанных команд, пятикратный чемпион США среди ветеранов.

## Достижения
- Чемпионат США по кёрлингу среди мужчин: золото (2002).
- Континентальный Кубок по кёрлингу (в составе команды Северной Америки): золото (2002).
- Чемпионат США по кёрлингу среди смешанных команд: золото (1991, 1993).
- Чемпионат мира по кёрлингу среди ветеранов: серебро (2011).
- Чемпионат США по кёрлингу среди ветеранов: золото (2007, 2011, 2016, 2017, 2019).

- Почётный приз Американской ассоциации кёрлинга «Лучшая команда года» (англ. United States Curling Association Team of the Year) (совместно с товарищами по команде, серебряными призёрами чемпионата мира среди ветеранов 2011 — Тим Солин, Pete Westberg, Ken Olson и Philip DeVore): 2011.[3]

## Команды
| Сезон                                          | Четвёртый     | Третий         | Второй        | Первый          | Запасной                          | Турниры                                      |
| ---------------------------------------------- | ------------- | -------------- | ------------- | --------------- | --------------------------------- | -------------------------------------------- |
| 1984—85                                        | Стив Браун    | Джефф Гудленд  | Джордж Годфри | Ханс Гастровски |                                   | [ 4 ]                                        |
| 2001—02                                        | Пол Пустовар  | Майк Фрабони   | Джефф Гудленд | Ричард Маскел   | Дэйв Нельсон тренер: Майкл Лиапис | ЧСША 2002 · ЧМ 2002 (4 место)                |
| 2002—03                                        | Пол Пустовар  | Майк Фрабони   | Джефф Гудленд | Ричард Маскел   |                                   | ККК 2002                                     |
| 2003—04                                        | Пол Пустовар  | Майк Фрабони   | Джефф Гудленд | Ричард Маскел   |                                   |                                              |
| 2004—05                                        | Пол Пустовар  | Грег Уилсон    | Джефф Гудленд | Ричард Маскел   |                                   |                                              |
| 2006—07                                        | Джефф Гудленд | Stan Vinge     | Уолли Генри   | Джим Уилсон     |                                   | ЧСШАВ 2007 · ЧМВ 2007 (4 место)              |
| 2009—10                                        | Джефф Гудленд | Тим Солин      | Pete Westberg | Ken Olson       |                                   |                                              |
| 2010—11                                        | Джефф Гудленд | Тим Солин      | Pete Westberg | Ken Olson       |                                   | ЧСША 2011 (10 место) · ЧСШАВ 2011 · ЧМВ 2011 |
| 2012—13                                        | Джефф Гудленд | Тим Солин      | Pete Westberg | Ken Olson       |                                   |                                              |
| 2013—14                                        | Джефф Гудленд | Pete Westberg  | Тим Солин     | Cal Tillisch    |                                   | ЧСШАВ 2014 (7 место)                         |
| 2015—16                                        | Джефф Гудленд | Pete Westberg  | Тим Солин     | Jeff Annis      | Philip DeVore                     | ЧСШАВ 2016 · ЧМВ 2016 (5 место)              |
| 2016—17                                        | Mike Farbelow | Джефф Гудленд  | Pete Westberg | Тим Солин       | Jeff Annis                        | ЧСШАВ 2017 · ЧМВ 2017 (13 место)             |
| 2018—19                                        | Джефф Гудленд | Майк Фрабони   | Pete Westberg | Dan Wiza        | Тодд Бирр                         | ЧСШАВ 2019 · ЧМВ 2019 (5 место)              |
| Кёрлинг среди смешанных команд (mixed curling) |               |                |               |                 |                                   |                                              |
| 1990—91                                        | Джефф Гудленд | Kathy Baldwin  | Cal Tillisch  | Марсия Тиллиш   |                                   | ЧСШАСК 1991                                  |
| 1992—93                                        | Джефф Гудленд | Лори Маунтфорд | Cal Tillisch  | Марсия Тиллиш   |                                   | ЧСШАСК 1993                                  |

(скипы выделены полужирным шрифтом)